# Günter Erbach
Günter Erbach (* 22. Januar 1928 in Klempin; † 4. Juni 2013 in Berlin) war ein deutscher Sportfunktionär in der Deutschen Demokratischen Republik (DDR). Er war Staatssekretär für Körperkultur und Sport, Rektor der Deutschen Hochschule für Körperkultur (DHfK) in Leipzig und von 1983 bis 1990 Präsident des Deutschen Fußball-Verbandes (DFV) der DDR. Im Jahr 2000 wurde er im Zusammenhang mit systematischem staatlichen Doping in der DDR zu einer zehnmonatigen Freiheitsstrafe auf Bewährung verurteilt.

## Leben
Erbach, Sohn eines Arbeiters, besuchte nach der Volksschule bis 1945 eine Lehrerbildungsanstalt. Im Februar 1945 wurde er in die deutsche Wehrmacht eingezogen und kämpfte als Matrose im Zweiten Weltkrieg. Nach dem Ende des Krieges war Erbach zunächst als Landarbeiter und dann als Lehrer im Kreis Stralsund tätig. Anschließend war er bis 1955 Leiter der zentralen Sportschule in Strausberg. 1946 trat er in die Kommunistische Partei Deutschlands (KPD) und wurde nach der Zwangsvereinigung von SPD und KPD im April 1946 Mitglied der Sozialistischen Einheitspartei Deutschlands (SED).
Von 1946 bis 1949 studierte Erbach an der Ernst-Moritz-Arndt-Universität in Greifswald und legte das Staatsexamen in Pädagogik ab. Nach einer Aspirantur an der Humboldt-Universität (HU) Berlin und DHfK in Leipzig wurde er 1956 promoviert. Der Titel seiner Doktorarbeit lautete Der Anteil der Turner am Kampf um ein einheitliches und demokratisches Deutschland in der Periode der Revolution und Konterrevolution in Deutschland: (1848-1852). Von 1953 bis 1956 war Erbach Direktor der Zentralen Sportschule in Strausberg, 1955/56 Leiter der Abteilung Wissenschaft im Staatlichen Komitee für Körperkultur und Sport. 1956 wurde er Dozent und 1960 Professor für Theorie und Geschichte der Körperkultur an der DHfK Leipzig, deren Rektor er von 1956 bis 1963 war.
1957/58 war Erbach darüber hinaus Präsident der Sektion Leichtathletik, von 1957 bis 1990 Mitglied des Bundesvorstands und 1957 bis 1961 des Präsidiums des Deutschen Turn- und Sportbundes (DTSB) der DDR. Später war er Erbach stellvertretender DTSB-Vorsitzender, Ende November 1989 gab er das Amt ab. 1957/58, von 1961 bis 1964 und von 1967 bis 1990 war er ordentliches Mitglied des Nationalen Olympischen Komitees der DDR (NOK). Außerdem war er von 1983 bis 1990 Mitglied des Präsidiums, von 1965 bis 1974 stellvertretender Vorsitzender und 1965/66 Vorsitzender des Staatlichen Komitees für Körperkultur und Sport, sowie Vorsitzender dessen Wissenschaftlichen Rats. Von 1974 bis Dezember 1989 war Erbach, als Nachfolger von Roland Weißig, Staatssekretär für Körperkultur und Sport und wiederum bis 1990 Vorsitzender des Komitees für Körperkultur und Sport.
Von 1963 bis 1990 war Erbach außerdem Mitglied der Kommission Sportsoziologie, von 1973 bis 1983 Mitglied des Exekutivkomitees und seit 1983 Ehrenmitglied auf Lebenszeit im Weltrat für Körperkultur und Sport des Internationalen Olympischen Komitees (IOC). Von 1983 bis Februar 1990 war er, als Nachfolger von Günter Schneider Präsident des DDR-Fußballverbandes DFV.
Nach der Wende und der friedlichen Revolution in der DDR war Erbach von Dezember 1989 bis Februar 1990 1. stellvertretender Leiter des nur kurzzeitig existierenden Amtes für Jugend und Sport der DDR. Im Mai 1990 ging er in den Ruhestand.
Im Jahr 2000 wurde er im Zusammenhang mit jahrzehntelangem, systematischem Doping in der DDR wegen Beihilfe zur Körperverletzung zu zehn Monaten Freiheitsstrafe auf Bewährung verurteilt.

## Werk
Erbach ist Autor diverser sportwissenschaftlicher Veröffentlichungen. Er war Vorsitzender des Herausgeber-Kollegiums der Reihe „Kleine Enzyklopädie Körperkultur und Sport“, die ab 1960 in sieben Auflagen erschien.

## Ehrungen
- Philip-Noel-Baker Forschungspreis vom Weltrat für Sport und Körperkultur des IOC[7]
- Nach dem Gewinn der Goldmedaille beim Fußballwettbewerb der Olympischen Spiele 1976 in Montreal durch die DDR-Mannschaft wurde er mit dem Ehrentitel Held der Arbeit ausgezeichnet.[8]